# Marcelo Bastos
Marcelo Bastos (nascido em 28 de janeiro de 1987) é um skatista paulista.

## Carreira

### Início
Antes do skate, Marcelo gostava de velejar; o pai de Marcelo sempre foi um apaixonado pelo iatismo. Na qual o pai de Marcelo era sócio do Clube de Campo Castelo; também tinha comprado um optimist (barco indicado para crianças) e colocou Marcelo e seu irmão para velejar na Represa de Guarapiranga, em São Paulo. Marcelo adorou o esporte, tanto que ganhou o campeonato paulista e disputou o brasileiro.
Mas, aos 15 anos, quando teria de mudar de classe (para o 420 ou para o 470) um amigo lhe apresentou o skate e Marcelo ficou "viciado". Parou de velejar e passou a se dedicar a esse novo esporte.

### Profissionalização e títulos
No ano de 2008 virou profissional, e no mesmo ano foi campeão nacional, já no ano seguinte ele obteve seu primeiro pódio internacional ao terminar em terceiro lugar no Tampa Pro, na Flórida, Estados Unidos.
Em 2010 ganhou o Oi Vert Jam, no Rio de Janeiro, na qual foi uma surpresa, pois ganhou de skatistas experientes como Bob Burnquist e Sandro Dias. Também no mesmo ano ganhou o Telekom extreme playgrounds, em Berlim, Alemanha; o que lhe garantiu o título de campeão mundial de skate vertical em 2010.
No Oi Vert Jam de 2011, Marcelo foi bicampeão.
Atualmente mora em San Diego, Estados Unidos; na qual pratica também snowboard nos tempos vagos.

## Ver Também
- X Games
- Lista de skatistas